# 満月 (曲)
「満月」（まんげつ）は、2000年9月20日に発売された、伍代夏子の16枚目のシングル。

## 解説
伍代がレギュラー出演していたNHKのテレビ番組「コメディーお江戸でござる」のオリジナルソングとして発表された楽曲である。
イントロがエレキギターの音色から始まるなど、伍代の新境地を切り開くスケール感のある作品となっており、公式サイトによれば、コンサートのハイライトシーンで必ず歌唱される楽曲であるという。
本作は自身にとって11回目の出場となった2000年（平成12年）の「第51回NHK紅白歌合戦」において歌唱された。

## 収録曲
- 両楽曲共に、作詞：たきのえいじ／作曲：杉本眞人／編曲：川村栄二

1. 満月（4分36秒）
2. かんにん（4分13秒）